# 夏察理
夏察理（Charles Hartwell，1825年12月19日—1905年1月30日）是19世纪後半叶美国公理会差会派往中国福州的传教士。

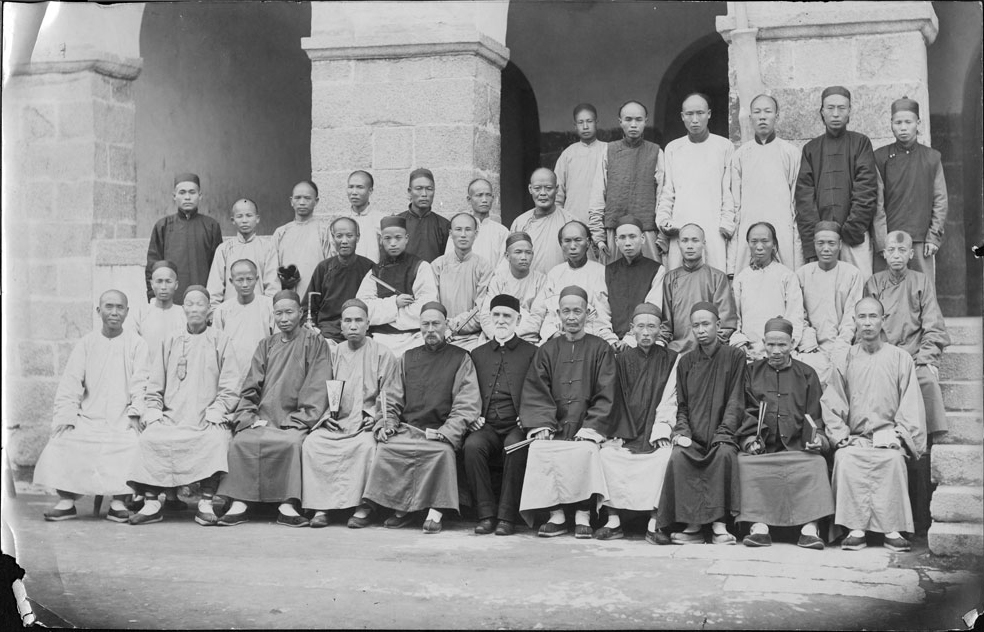
夏察理和中国传道人，1900年

1825年12月19日，夏察理出生在美国马萨诸塞州林肯，就读于马萨诸塞州Westford Academy。担任教师数月后，1849年夏察理进入安默斯特学院学习神学，3年后获得文学硕士学位。1852年10月13日在马萨诸塞州林肯按立为牧师，加入美国公理会差会，11月3日登船前往中国，1853年4月16日到达香港，6月9日到达福州，此后终生在此从事传教工作，其间只有三次返回美国：1865 - 1867、1877 - 1878、1890 - 1891，一共只有四年。
夏察理是一位语言学家。他的福州话非常流利，提议使用福州话罗马字。除了传播福音之外，他还将四分之一的新约翻译为福州话，编写各种书籍和小册子（包括《福州方言词典》第二版、《眞理三字經》）。他还为学校编写许多课本（包括一系列所谓“香港读者”），写了一本关于气象学的书，还在在英美杂志发表戒酒文章。

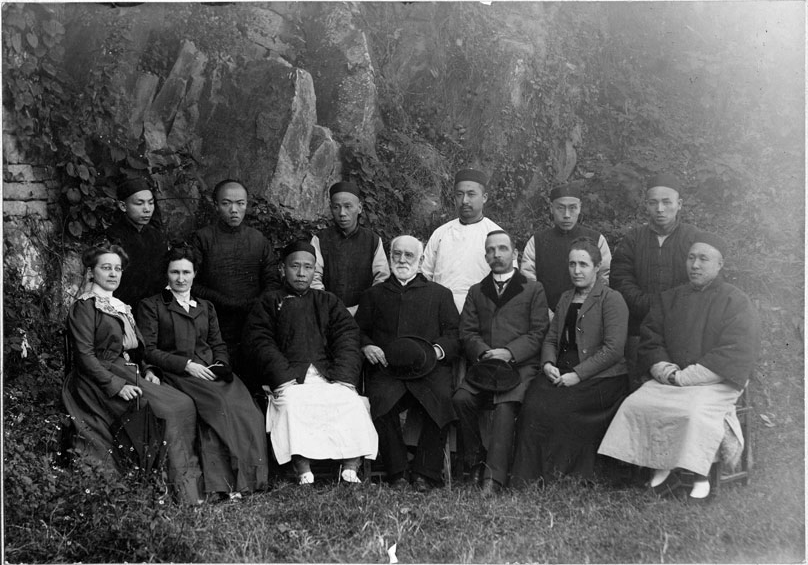
夏察理和福州格致书院全体教员，1903年

1903年5月26日，夏察理举行他到达福州50周年庆祝会，次年2月差会出版社将庆祝会编为小册子出版，名为“Jubilee Notes”。
夏察理一生曾两次结婚。1852年9月6日他迎娶第一位妻子 Lucy E. Stearns，1883年7月10日她在福州去世。1885年他迎娶第二位妻子 Hannah Louisa Plimpton Peet Hartwell。 1905年1月30日，夏察理在福州因心衰竭去世。在他去世时他是福州美国公理会差会最年长的传教士。他从1850年至1905年的日记一直收藏于中华基督教会闽中协会的档案部，直到1950年被麻安德教士带回美国，现收藏于哈佛大学图书馆。